# Mega Man's Soccer
Mega Man's Soccer è un videogioco di calcio, uscito per SNES il 17 febbraio del 1994 in Giappone (dove è conosciuto come Rockman's Soccer (ロックマンズサッカー?, Rokkumanzu Sakkā) e in Nord America nell'aprile dello stesso anno. Il gioco ha avuto recensioni contrastanti e fu criticato per i controlli e per dei rallentamenti dovuti agli sprite sullo schermo.

## Modalità di gioco
Mega Man's Soccer è un videogioco sportivo in cui sono presenti sia la modalità in giocatore singolo che in multigiocatore.